# Scellus vigil
Scellus vigil är en tvåvingeart som beskrevs av Osten Sacken 1877. Scellus vigil ingår i släktet Scellus och familjen styltflugor. Inga underarter finns listade i Catalogue of Life.